# Jan Joest van Calcar

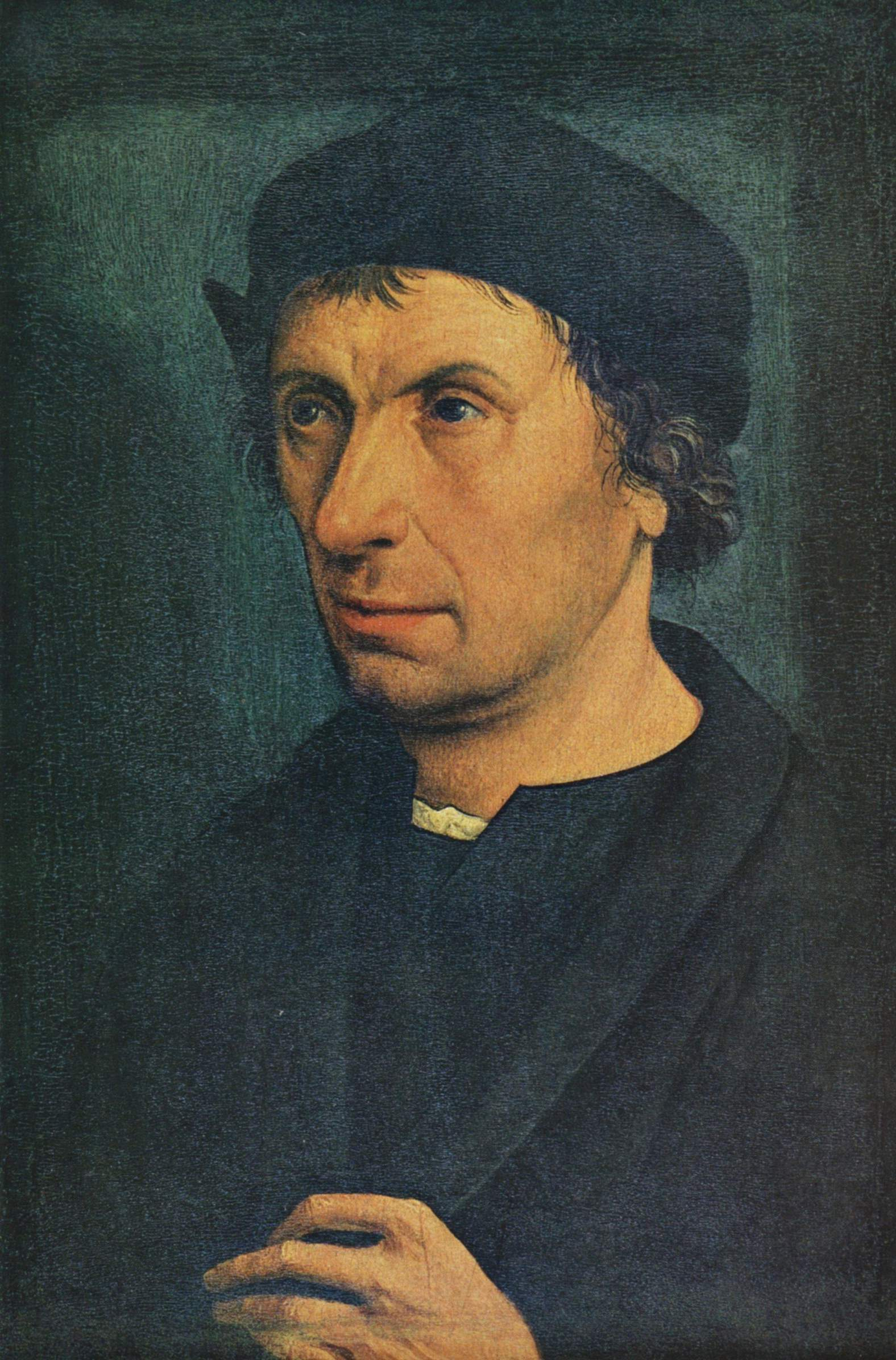
Portret van een man. ca. 1505. 32 × 31 cm. Hout. Germanisches Nationalmuseum, Neurenberg.

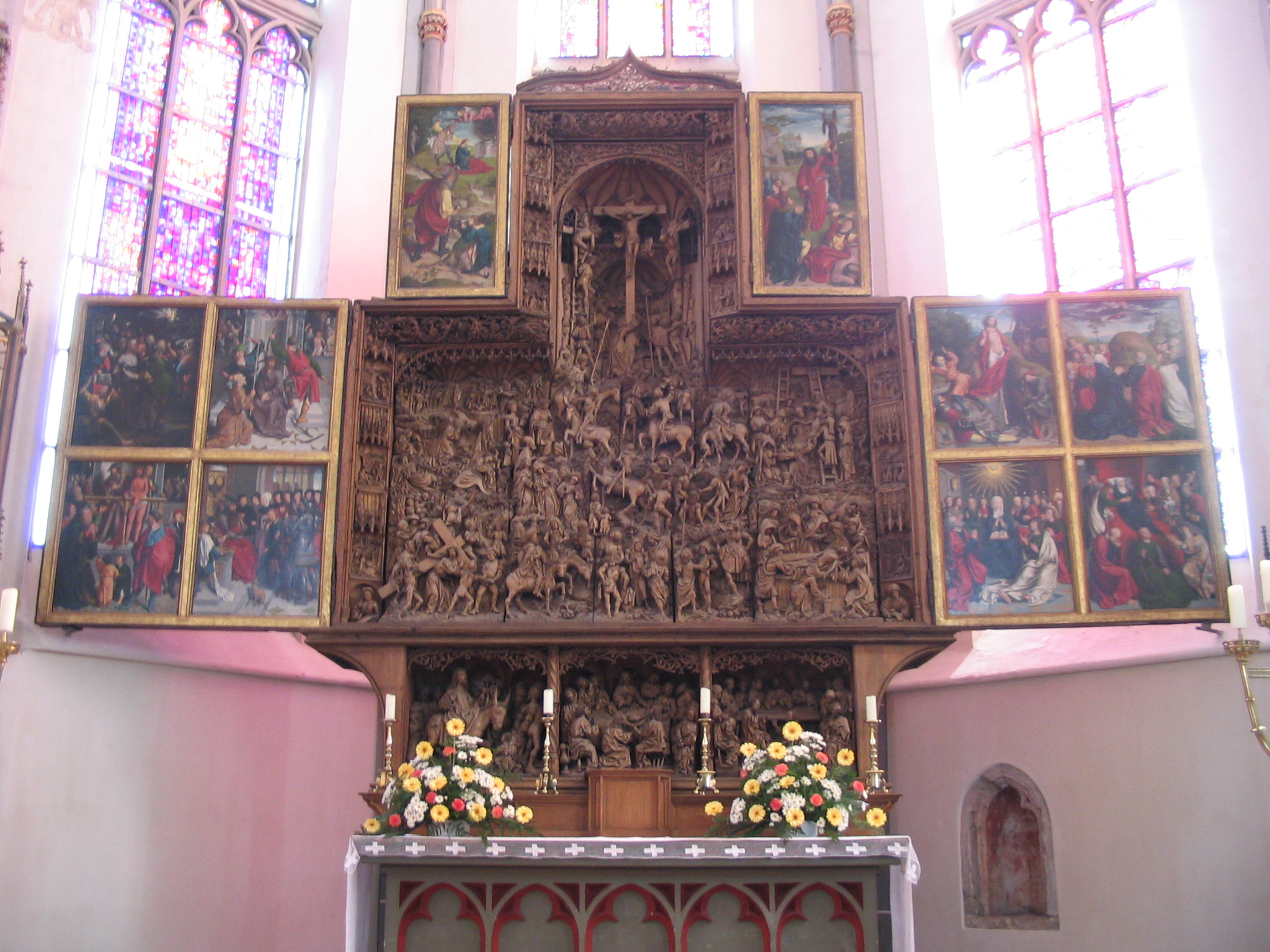
Hoogaltaar van de St. Nicolaikerk in Kalkar

Jan Joest van Calcar, ook bekend als Jan Joest van Kalkar of simpelweg Jan Joest (Wezel of Kalkar, circa 1450-1460 - Haarlem, 1519) was een Nederlands kunstschilder van voornamelijk religieuze altaarstukken.

## Biografie
Tot 1874 was Van Calkar vrijwel onbekend tot twee kunsthistorici, kanunnik Wolff en Dr. Eisenmann, zijn identiteit vaststelden.
Van Calkar werd rond 1455 geboren in Kalkar of Wezel in het hertogdom Kleef (tegenwoordig gelegen in de Duitse deelstaat Noordrijn-Westfalen, vroeger taalkundig en cultureel een deel van de Nederlanden) als zoon van het echtpaar Heinrich Joest en Katharina Baegert. Kanunnik Wolff stelde uit documenten vast dat hij in 1518 moet hebben gewerkt voor de familie Hackeneng, waarna hij naar Italië vertrok, waar hij onder meer Genua en Napels bezocht. Daarna keerde hij terug naar Nederland en ging in Haarlem wonen.
Zijn leerlingen waren Barthel Bruyn, zijn zwager, en Joos van Cleve.

## Werk
Zijn bekendste werken zijn scènes uit het leven van Christus, gemaakt tussen 1505 en 1508 op het hoogaltaar in de St. Nicolaaskerk in zijn woonplaats Kalkar. Voor de Grote of Sint-Bavokerk te Haarlem maakte hij een portret van Sint Willibrord. Andere werken toegeschreven aan Van Calkar zijn onder meer Geboorte van Christus onder kaarslicht en Dood van de maagd.
Het werk van Van Calkar wordt wel vergeleken met dat van Gerard David en Hans Memling, maar zou ook vergeleken kunnen worden met de school van Jan van Scorel. Hij had kennis van zowel de werken van Jheronimus Bosch als van de kunst van de Italiaanse renaissance. De werken van Van Calkar worden gekenmerkt door een verfijnde transparantie in de kleuren en subtiel getekende portretten.
- Bibliothèque nationale de France: cb145408040 (data)
- Biografisch Portaal: 67662219
- Gemeinsame Normdatei: 119454041
- International Standard Name Identifier: 0000 0000 7981 4250
- Library of Congress Control Number: no97052686
- Nederlandse Thesaurus van Auteursnamen: 118764934
- Réseau des bibliothèques de Suisse occidentale: 02-A000094974
- RKD-Nederlands Instituut voor Kunstgeschiedenis: 42358
- Système universitaire de documentation: 188373845
- Union List of Artist Names: 500010795
- Virtual International Authority File: 3281040
- WorldCat: E39PBJdWHvwpkJQgXcgMygQTHC